# Sangay
El Sangay (també conegut com a Macas, Sanagay i Sangai) és un estratovolcà actiu de l'Equador, situat uns 200 km al sud de Quito, als contraforts andins que duen cap a la selva amazònica, en una zona de difícil accés. És el volcà més meridional de la regió volcànica andina del nord. És molt actiu i des del 1934 contínuament hi ha emissions de fum, cendra i roques. La primera erupció registrada és del 1628 i les cendres van arribar fins a la ciutat equatoriana de Riobamba, situada a uns 50 km al nord-oest del Sangay, en prou quantitat com per cobrir les pastures de la zona i matar de gana els bestiars.
Actualment forma part del Parc Nacional del Sangay, declarat patrimoni de la humanitat per la Unesco el 1983 i on també hi ha el Tungurahua i l'Altar.
A causa de la seva llunyania dels nuclis de població, Sangay alberga una comunitat biològica significativa amb la fauna com ara tapirs de muntanya, llúdrigues gegants, voltors reials i gallets de roca. Des de 1983, la comunitat ecològica ha estat protegida com a part del Parc Nacional del Sangay. Encara que la pràctica de muntanyisme i escalada a la muntanya es veu obstaculitzada per la seva llunyania, les condicions meteorològiques adverses, les crescudes del riu i el perill d'esllavissades, el volcà és escalat amb regularitat, una gesta aconseguida per primera vegada per Robert T. Moore en 1929.

## Disposició geològica

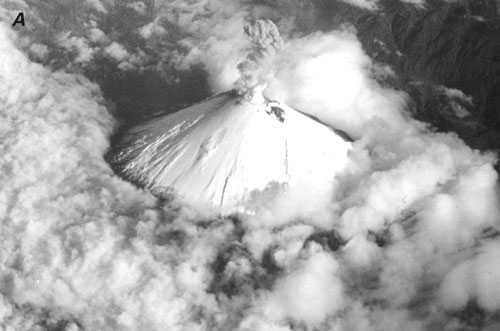
El cim del Sangay sobre d'un mantell de núvols, vist des dels 9000 metres. Del cim en surt una columna eruptiva de cendra volcànica.

Situat al vessant oriental de la serralada dels Andes, el Sangay es va formar per processos volcànics associats amb la subducció de la Placa de Nazca sota la Placa sud-americana a la Fossa de Perú-Xile. És el volcà més al sud del sector nord del Cinturó volcànic dels Andes, un subgrup de volcans dels Andes el límit septentrional del qual és Nevado del Ruiz, a Colòmbia.
El següent volcà actiu de la serralada, el Sabancaya, és al Perú, a 1600 km cap al sud. El Sangay és sobre una placa sismogènica d'una secció de placa tectònica en subducció situada 130 km per sota Sabancaya, degut a una forta diferència en el caràcter tèrmic de l'escorça oceànica en subducció, entre la pedra més antiga sota el sud de l'Equador i el Perú (i que té més de 32 milions d'anys), i la pedra més nova sota la part nord de l'Equador i Colòmbia (i que té menys de 22 milions d'anys). La pedra més antiga de la part meridional és més estable tèrmicament que la de la part septentrional i és a aquest fet que s'atribueix la llarga pausa en l'activitat volcànica dels Andes. El Sangay se situa entre aquestes dues regions, i és per això que té un elevat nivell d'activitat.

## Ecologia

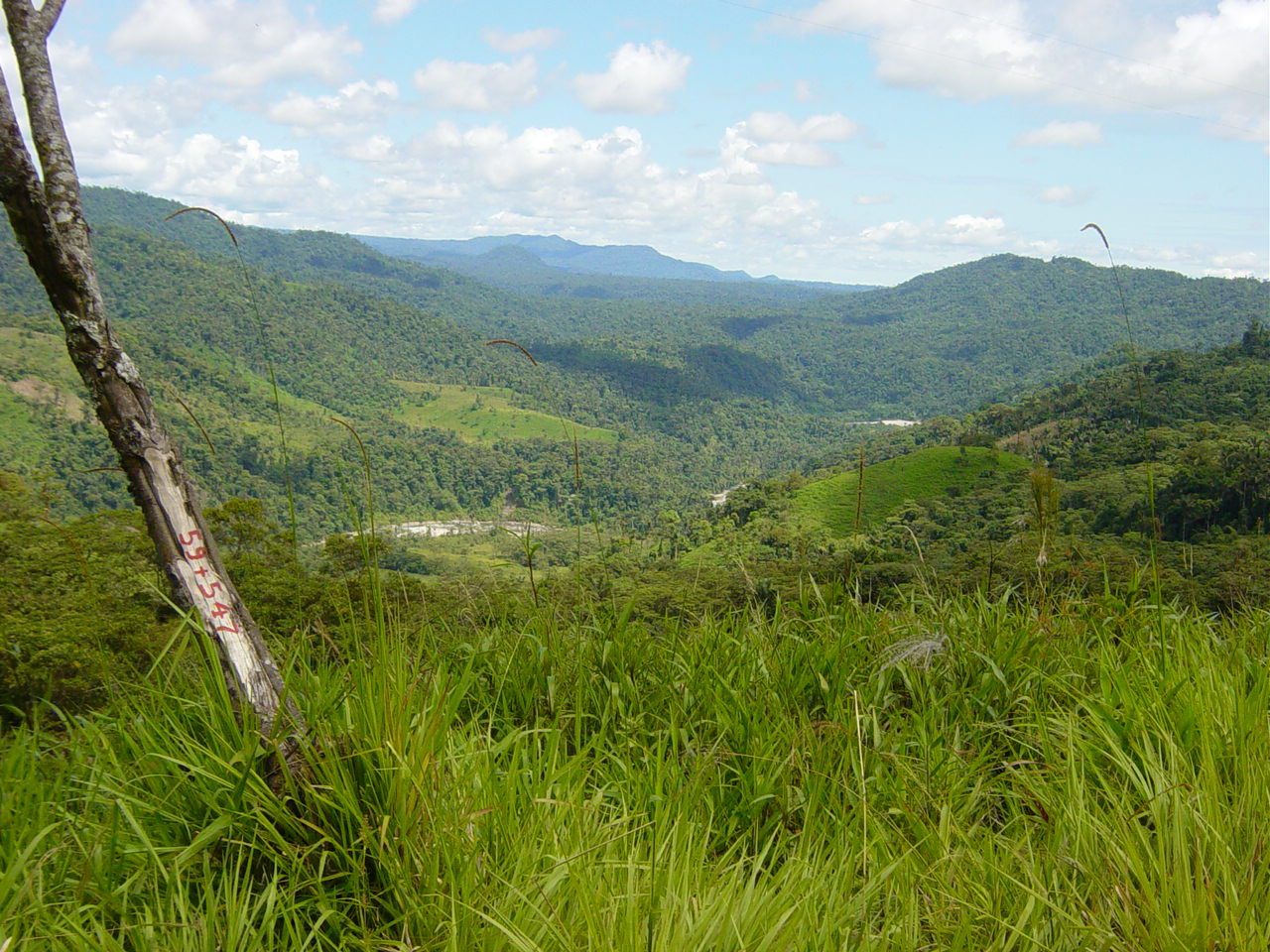
Selva subtropical al Parc Nacional del Sangay

Sangay és un dels dos volcans actius situats al Parc Nacional del Sangay, essent l'altre el Tungurahua al nord. Forma part del Patrimoni de la Humanitat de la UNESCO des de 1983. La isolació de l'àrea ha permès que es mantingui una ecologia prístina relativament al marge de la intervenció humana, i el parc acull un bioma que va des de les glaceres alpines als pics dels volcans fins als boscs tropicals als peus. L'altitud i les pluges són els factors locals més significants que afecten a la fauna i, per tant, els ecosistemes més exuberants es troben a les parts més humides del vessant oriental del volcà.
El nivell més alt per sota la línia de neu està dominat per líquens i briòfits. Per sota s'hi troba una zona d'arbres petits i arbustos que formen l'estatge montà, principalment als valls occidentals i sobre vessants ben irrigades per sota els 3.750 m. L'alçada dels arbres va des dels 5 m prop del punt més alt fins als 12 m per sota els 3.000 m; per sota dels 2.000 m hi trobem selves subtropicals, amb temperatures entre 18 °C i 24 °C i fins a 500 cm de pluja.
La fauna es distribueix de manera similar, amb diversos estatges de vegetació. A les altituds més elevades s'hi troben, en perill d'extinció, tapirs de muntanya (Tapirus pinchaque), pumes (Puma concolor), conills porquins (Cavia porcellus) i guineus dels Andes (Lycalopex culpaeus). A els estatges més baixos s'hi poden trobar ossos d'antifaç (Tremarctos ornatus), jaguars (Panthera onca), ocelots (Leopardus pardalis), gays margay (Leopardus wiedii), cérvols de Virgínia (Odocoileus virginianus), mazames (Mazama sp.), pudus (Pudu sp.) i llúdries gegants (Pteronura brasiliensis) en perill d'extinció. Entre les espècies d'ocell més comunes de la zona hi ha els còndors dels Andes (Vultur gryphus), els gallets de roca (Rupicola sp.), els colibrís gegants (Patagona gigas), els ànecs torrenters (Merganetta armata), els voltors reials (Sarcoramphus papa) i els esparvers cuaforcats (Elanoides forficatus).

## Escalada
El Sangay s'ha escalat diverses vegades. El primer ascens, aconseguit l'any 1929 per l'estatunidenc, fou cinc anys abans de l'erupció actual.
No obstant, com que actualment el volcà està actiu és arriscat pujar-hi per les emissions que causa. L'any 1976, dos membres d'una expedició al volcà van quedar atrapats per pedres volcàniques i van morir. A més, el volcà està situat en una regió molt remota i mal comunicada. Aquest fet, sumat a les freqüents inundacions i pluges torrencials que poden causar esllavissades que deixin inservibles les rutes dificulten molt poder fer el cim. No obstant, l'Instituto Ecuatoriano Forestal y de Areas Naturales, que manté una oficina a prop de la muntanya, facilita el muntanyisme oferint guies locals i allotjament pels visitants. L'ascenció al Sangay requereix entre set i deu dies des de Quito. Les condicions meteorològiques al volcà són sovint boiroses i humides, fet que dificulta als escaladors veure el volcà mentre hi fan l'ascens.